# Пјеларока (Перуђа)
Пјеларока је насеље у Италији у округу Перуђа, региону Умбрија.
Према процени из 2011. у насељу је живело 10 становника. Насеље се налази на надморској висини од 591 м.